# ミコワイ2世 (ニェモドリン公)
ミコワイ2世（Mikołaj II Niemodliński, 1462年以前 - 1497年6月27日）は、オポーレ＝ブジェク＝スチェルツェ＝ニェモドリン公（在位：1476年、兄と共同統治）、及び単独のニェモドリン公（在位：1476年 - 1497年）。オポーレ公ミコワイ1世の3男、母はブジェク公ルドヴィク2世の娘マグダレナ。

## 生涯
1476年に父が死ぬと、ミコワイ2世は2人の兄ルドヴィクとヤン2世と共にオポーレ、ブジェク、スチェルツェ、ニェモドリンを共同で相続した。しかし長兄ルドヴィクは同年すぐに急死し、年少のヤン2世とミコワイ2世が2人で公国を統治することになった。正確な日時は不明であるが、その後公国はこの2人の間で分割された。しかし間接的な史料からの推測によれば、ルドヴィクが死んだ直後、既にミコワイ2世はニェモドリンの独立的な支配者となっており、おそらく公式の単独統治者であった。分割がいつだったにしろ、年長のヤン2世がオポーレを含む大部分の地域を確保していた。
ミコワイ2世は政治面では一貫して兄を支援していた。1477年、公爵兄弟はオレシニツァ公コンラト10世からプルドニクを買い取り、1494年にグリヴィツェを、1495年にはトシェクを手に入れた。唯一の領土喪失は1481年、レグニツァ公フリデリク1世が8500グジヴナ及び1500ドゥカートでブジェクを買い取った時である（とはいえ、ブジェクはフリデリク1世の父ヤン1世が抵当物件として兄弟の父ミコワイ1世に売却していたものだった）。
外交面では、ミコワイ2世は強大なハンガリー王マーチャーシュ1世と、彼とボヘミア王位を争うポーランド人の対立王ヴラディスラフとの間の権力バランスを崩そうとしていた。しかしポーランド人候補に肩入れするあまりハンガリー王に攻撃的な態度をとり続けた結果、ミコワイ2世は1487年にコジュレでハンガリー王に逮捕、投獄された。ミコワイ2世は1万5000ハンガリー・ズウォティもの莫大な身代金を支払い、ようやく解放された。オポーレの諸公達はその年に再招集されたニュルンベルクでの帝国議会には出席することができた。しかし彼らとハンガリー王との緊張関係は、1490年にマーチャーシュ1世が死ぬまで続いた。
1497年6月、オポーレの諸公達とチェシンの諸公達との間で続く紛争を解決するため、ニサで会議が開かれた（同会議ではハンガリーに対するトルコの脅威についても議案とされた）。この会議にはニェモドリン公ミコワイ2世、チェシン公カジミェシュ2世、オパヴァ公ヴィクトリン・ス・ポジェブラトとその弟のジェンビツェ公インジフ1世、ヴロツワフ司教ヨハン4世ロートなどが出席した。ところが会議中の6月26日、悲劇が起きた。理由は不明だがミコワイ2世はカジミェシュ2世とヴロツワフ司教を刺そうとしたのである（一部の史料ではカジミェシュ2世が、自分と兄のヤン2世に対して影響力を高めていたことに不満を持っていたとされる）。召使いや家臣の貴族にも手伝わせたこの刃傷沙汰が失敗に終わると、ミコワイ2世はニサ市当局の追及をかわそうとして、同市の聖ヤクプ教会の門前に避難し、聖所に逃げ込ませてくれるよう頼み込んだが、捕まって地下牢に投獄された。
貴族達（中にはミコワイ2世に怪我を負わされた者もいた）が再招集され、獄につながれたミコワイ2世をどうすべきか論じ合った。最終的に彼らはミコワイ2世に対し、ニサの慣習法を適用することに決めた。公爵が王家の血を引く諸公であるにもかかわらず、である。公爵を解放する試み（10万ハンガリー・ズウォティを保釈金として支払うなど）は、当時シロンスクの総督（スタロスタ）を務めていたカジミェシュ2世の猛反対によって、どれも失敗に終わった。そしてカジミェシュ2世は自分を襲ったミコワイ2世に対して最も重い刑罰を受けさせることに決めた。死刑である。全ての裁判過程がドイツ語で行われ、ミコワイ2世にはおそらく全く理解できなかったと考えられる（いくつかの史料から、彼と兄のヤン2世はポーランド語とチェコ語しか使えなかったことが判明している）。
ミコワイ2世は兄に手紙を書くことだけは許され、手紙の中で自分の領国を全て兄に譲ることをしたためた。裁判はオポーレの市民や公爵の兄の介入を避けるため、ほとんど即決状態で簡単に行われた。ミコワイ2世は事件の翌日である1497年6月27日、ニサの市場におかれている断頭台で首を切られて死んだ。民間伝承によれば、公爵の最期の言葉は以下のようなものだったという。「ニサよ！ニサよ！汝は私の先祖が汝を教会に与えたがゆえに私を罰するのか、私に償わせようというのか？」
ミコワイ2世は未婚であり、子供もなかった。遺志により、公爵の亡骸はオポーレにあるフランシスコ会の教会に埋葬された。彼の墓石には以下のような墓碑銘が記されている。「高潔さのために裏切られ、勇ましく剣の下に首を差し出した者、ここに眠る」。
弟の処刑の報を聞くと、ヤン2世は軍隊を招集してチェシン公国に報復のための遠征をしようと準備を始めた。しかしながら、宗主権者であるボヘミア王ヴラディスラフが説得に動いた結果、遠征は取りやめになり、シロンスクの内戦は回避された。